# Alloeochaete oreogena
Alloeochaete oreogena är en gräsart som beskrevs av Georg Oskar Edmund Launert. Alloeochaete oreogena ingår i släktet Alloeochaete och familjen gräs. Inga underarter finns listade i Catalogue of Life.